# Дерогация
Дерогация е правно понятие, означаващо частична отмяна на определен закон. Ползва се както в гражданското, така и в католическото църковно право.
Правният речник дефинира дерогацията като „частична отмяна или премахване на закон чрез последващ акт, който ограничава неговия обхват или накърнява неговата полезност и сила“. Понякога се използва свободно за означаване на отмяна, както в правната максима lex posterior derogat priori („последващ закон дерогира предишния“). Прави се разлика от понятието „отмяна, което означава пълна отмяна и анулиране на закон“.
Енциклопедията на правото „West's Encyclopedia of American Law“ уточнява, че дерогацията „предполага отнемане само на част от закон“ или е „частична отмяна на закон, обикновено чрез последващ акт, който по някакъв начин намалява първоначалното му намерение или обхват“. Тя се разграничава от анулирането, дефинирано като унищожаване на закона чрез „акт на законодателната власт, от конституционен орган или чрез обичай“. 
В правото на договорите „дерогация“ означава отмяна на някаква разпоредба или изискване на договора. Твърди се, че страната по договора е „дерогирала“ тази разпоредба. 
В правото на правата на човека терминът може да носи допълнително значение на национален законодателен орган, който суспендира задължение за легитимна цел, обикновено изключение от националната сигурност или някакво друго извънредно обстоятелство, свързано с поддържането на обществения ред. 
В актовете, свързани с правото на Европейския съюз, понятието „дерогация“ се използва и за обозначаване на случаи, когато определена държава членка се бави с прилагането на елементи от нормативни актове на ЕС в собствената си правна система, при положение че има договорени срокове за това, или в случаите, когато държава членка е предпочела да не прилага определена клауза от договора си за присъединяване поради вътрешни обстоятелства, като например извънредни положения и непреодолима сила.
В българската правна терминология думата „дерогация“ е с установено публичноправно значение, поради което не е препоръчително да се употребява в по-общ контекст. Равностойният правилен изказ на български език е „в отклонение на“, „като изключение от“.